# FAU Stadium
O FAU Stadium é um estádio localizado em Boca Raton, Flórida, Estados Unidos, possui capacidade total para 29.419 pessoas, é a casa do time de futebol americano universitário Florida Atlantic Owls, o time da Universidade Atlântica da Flórida (FAU), foi inaugurado em 2011.